# Кройцер, Кьяра
Кьяра Кройцер (нем. Chiara Kreuzer; девичья фамилия — Хёльцль (нем. Hölzl), род. 18 июля 1997, Шварцах-им-Понгау, Зальцбург, Австрия) — австрийская прыгунья на лыжах с трамплина, чемпионка мира 2021 года и двукратный серебряный призёр чемпионатов мира в командных соревнованиях.

## Спортивная карьера
В Кубке мира выступает с сезона 2012/2013.
5 мая 2021 года Кьяра вышла замуж за Филиппа Кройцера, и с сезона 2021/2022 она выступает под фамилией мужа.

## Результаты

### Олимпийские игры
| Олимпийские игры | Личное первенство |
| ---------------- | ----------------- |
| 2014 Сочи        | 25                |
| 2018 Пхёнчхан    | 11                |

### Чемпионаты мира по лыжным видам спорта
| Чемпионаты мира     | Нормальный трамплин | Большой трамплин | Смешанные команды | Командное первенство |
| ------------------- | ------------------- | ---------------- | ----------------- | -------------------- |
| 2013 Валь-ди-Фьемме | 9                   | —                | 2                 | —                    |
| 2015 Фалун          | 16                  | —                | —                 | —                    |
| 2017 Лахти          | 10                  | —                | —                 | —                    |
| 2019 Зефельд        | 26                  | —                | —                 | 2                    |
| 2021 Оберстдорф     | —                   |                  |                   | 1                    |

## Победы на этапах Кубка мира (6)
| №  | Сезон   | Дата            | Место проведения | Трамплин                 |
| -- | ------- | --------------- | ---------------- | ------------------------ |
| 1. | 2019/20 | 14 декабря 2019 | Клингенталь      | Большой трамплин БТ140   |
| 2. | 2019/20 | 25 января 2020  | Рышнов           | Нормальный трамплин НТ97 |
| 3. | 2019/20 | 1 февраля 2020  | Оберстдорф       | Большой трамплин НТ137   |
| 4. | 2019/20 | 2 февраля 2020  | Оберстдорф       | Большой трамплин НТ137   |
| 5. | 2019/20 | 8 февраля 2020  | Хинценбах        | Нормальный трамплин НТ90 |
| 6. | 2019/20 | 9 февраля 2020  | Хинценбах        | Нормальный трамплин НТ90 |